# Teamim

«Dios dijo: “Que las aguas se reúnan en un solo lugar”» (Libro del Génesis 1:9).
Las letras hebreas aparecen en color negro,
los puntos vocales y las d'geshim (marcas de geminación) aparecen en color rojo,
la marcas de cantilena aparecen en color azul.

Los teamim o la cantilena (en hebreo: טעמים) es el ritual de recitar las lecturas de la Biblia hebrea en las liturgias de la sinagoga. Los cánticos están escritos y simbolizados de acuerdo con los signos especiales o marcas impresas en el texto masorético de la Biblia hebrea (también llamada Tanaj) para complementar las letras y los puntos vocales. Estas marcas son conocidas en español como «acentos» y en hebreo como ta’amei ha-mikra (טעמי המקרא) o simplemente como te’amim (טעמים). Algunos de estas señales también se utilizaron en los manuscritos medievales de la Mishná.
Los motivos musicales asociados con los signos son conocidos en hebreo como neginot o nigun (que no debe confundirse con el Nigun jasídico) y en ídish como trop (טראָפ): la palabra equivalente «tropo» a veces se utiliza en español, con el mismo significado.
- Datos: Q772497
- Multimedia: Hebrew cantillation / Q772497